# Queso adobera

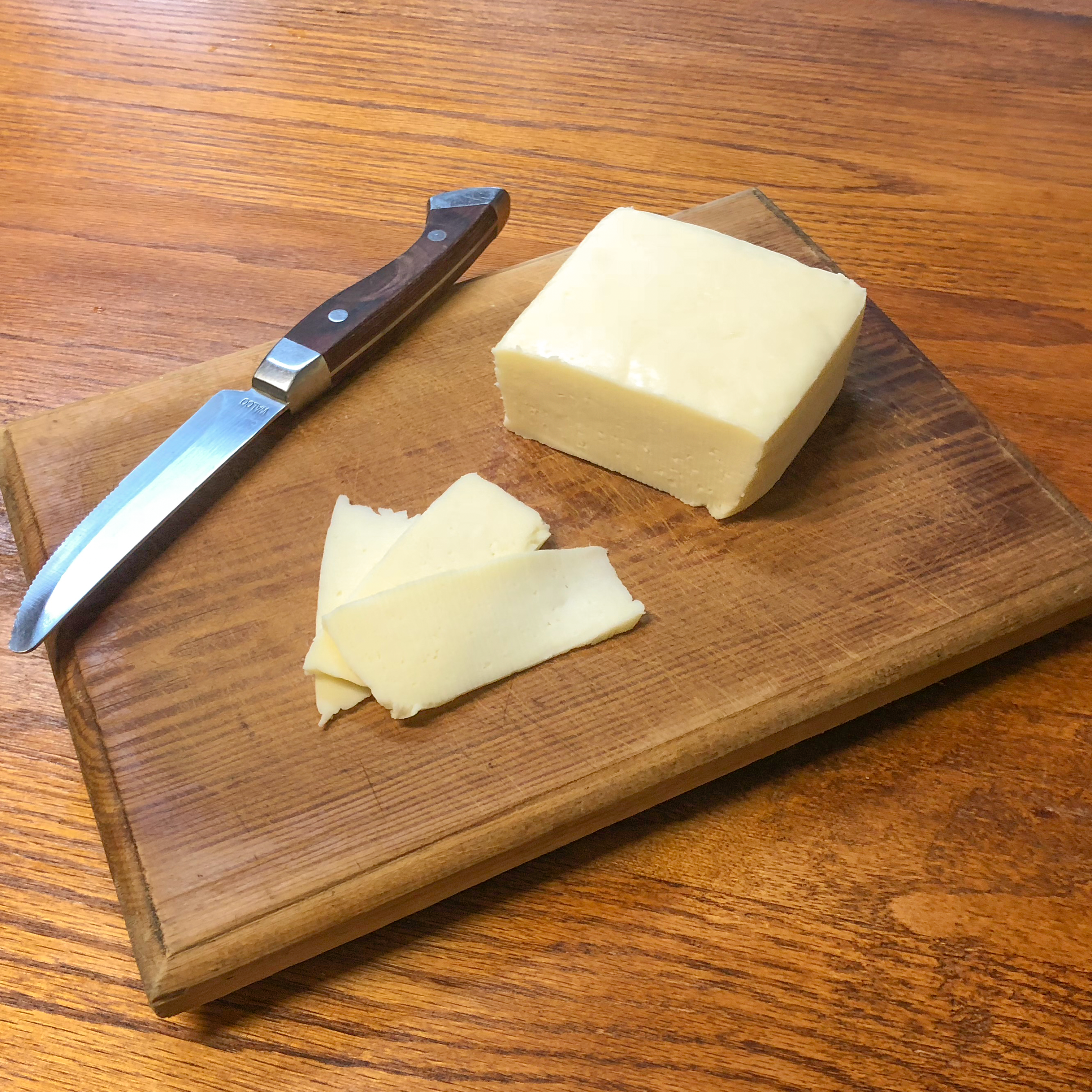
Queso fresco mexicano proveniente del occidente del país.

El adobera es un queso fresco mexicano proveniente del occidente del país. Elaborado a partir de leche entera pasteurizada de vaca, se caracteriza por ser de pasta blanda sin corteza, de sabor y aroma a leche fresca, suave, equilibrado, con una fresca acidez y ligeramente salado.
Si bien no necesita madurarse, algunas de sus características cambian a lo largo de su tiempo de vida (entre 30 y 60 días): su capacidad de desmoronarse, y conforme avanzan los días, de derretirse fácilmente.
Es uno de los ingredientes favoritos de la gastronomía mexicana, usado especialmente para quesos fundidos y quesadillas. 

## Origen

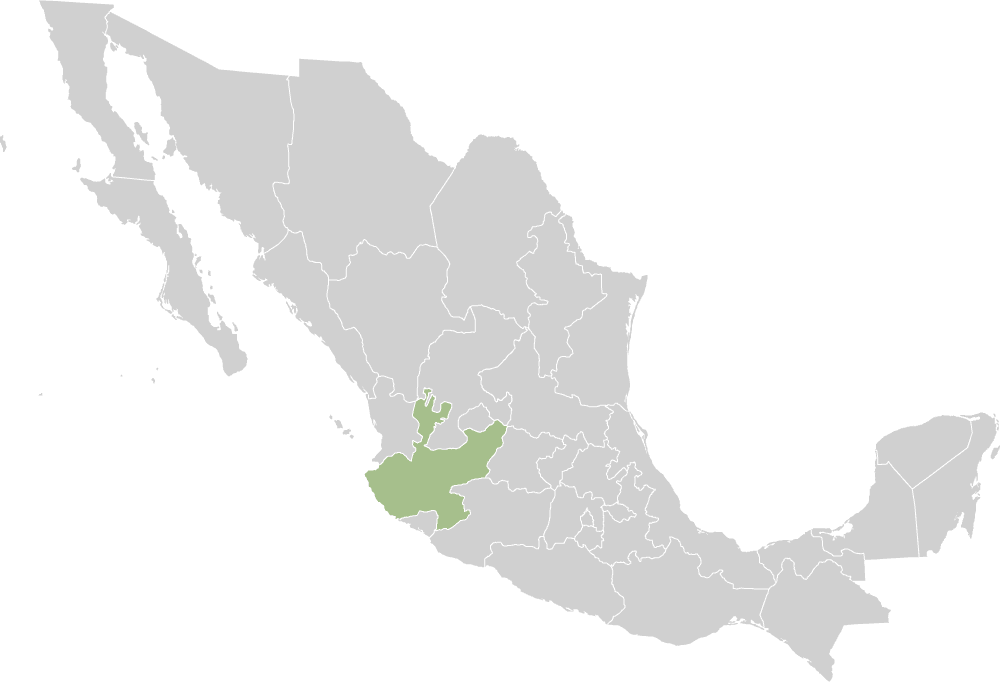
Estado de Jalisco.

Algunos investigadores[¿quién?] estiman que el Queso Adobera ha sido elaborado en México desde hace más de 100 años, iniciando en las regiones de Occidente del país, específicamente en las zonas del norte de Jalisco, hecho que lo convirtió en uno de los quesos más utilizados de este estado.
Es producido también en otros estados como Aguascalientes, Guanajuato, Hidalgo, Michoacán y Zacatecas. En algunas de estas regiones se acostumbra añadir chiles o adobos al queso.
Este queso obtiene su nombre por la similitud de su forma a los ladrillos de adobe, material de uso común en la arquitectura tradicional mexicana. Su nombre también puede provenir de un método de elaboración, que es bañado en adobo en algunas preparaciones artesanales.

## Ingredientes
Leche entera pasteurizada de vaca, sal, cuajo, cultivos lácticos y cloruro de calcio. 

## Sensorial

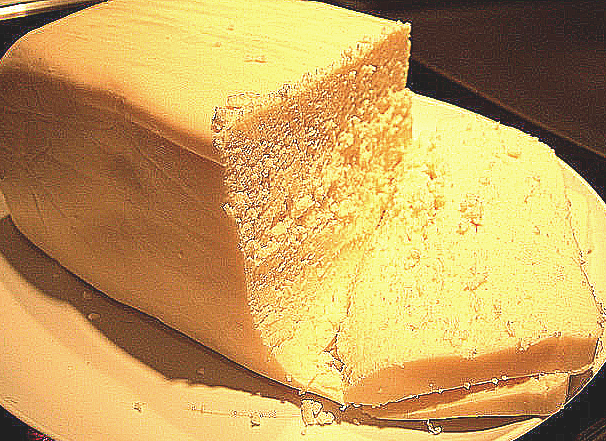
Queso Adobera.

Este queso es de color blanco marfil, sin corteza, de pasta blanda, desmoronable, no adhesivo, sin agujeros y ligeramente granular, conforme avanza su tiempo de vida se hace más compacto y funde mejor.
Su aroma es ligero, equilibrado y agradable donde destacan notas de leche fresca que son confirmadas en la boca, donde se encuentra una ligera acidez y notas de sal características de este queso. Su retrogusto es agradable, corto y limpio.
Existen versiones oreadas de este queso que cambian su pasta hasta convertirla en amarilla y desarrollando una corteza natural semi dura de color amarillo dorado. 

## Usos
Este queso puede ser fundido o desmoronado, también puede manejarse frío, como botana, acompañamiento o en caliente: cubicado en sopas, frijoles, flautas o ensaladas. Lajeado en sándwiches, tacos y quesadillas; rallado para preparar recetas que van rellenas; fundido en chilaquiles e infinidad de platillos mexicanos típicos y contemporáneos.

## Vida de anaquel
Este queso no requiere ser madurado y tiene un periodo de vida en anaquel de entre 30 y 60 días. Por sus características debe ser mantenido en refrigeración para su mejor conservación.

## Comercialización
Fue el primer queso mexicano en ganar una medalla (de bronce) en la categoría de Hispanic and Portuguese Cheeses de la American Cheese Society, el concurso más importante de Estados Unidos. 